# خالد الشاوي
الدكتور خالد عبد الله محمد الشاوي هو حقوقي عراقي ولد في بغداد سنة 1930، وهو حاصل على شهادة الدكتوراه في القانون.
شغل منصب وزير الصناعة عامي 1966 و 1967، كما شغل خلال هذه الفترة منصب وزير المالية بالوكالة بدلا من الوزير المستقيل عبد الله مصطفى النقشبندي. كما شغل نائب رئيس الوزراء ووزير الداخلية رجب عبد المجيد منصب وزير الصناعة بالوكالة طيلة فترة سفره خارج العراق.

## مؤلفاته
- شرح قانون الشركات التجارية العراقي، الطبعة الأولى، بغداد، 1968